# Kade Schacht
Kade Schacht, gelegentlich K. D. Schacht oder KaDe Schacht, geboren als Klaus-Detlev Schacht (* 18. Dezember 1951 in Leipzig; † 15. August 2011 in Berlin) war ein deutscher Journalist, Buchautor, Übersetzer, Hörspielautor und Maler.

## Leben
Kade Schacht war eine bisweilen allgegenwärtige Figur im Berliner Nachtleben der späten 1970er und 1980er Jahre. Ein Boheme zumeist unterwegs in Szenelokalen und Musikhallen der Punks, Post-Punks, Genialen Dilletanten und in diversen Galerien und Verlagen wie beispielsweise dem Merve Verlag, für den er diverse Bücher übersetzte.
Humor, Lachen zeichneten ihn aus. Eine sehr pointierte Intellektualität auf Grund großer Belesenheit und Studien in Philosophie, Ethnologie, Religionswissenschaften, Psychoanalyse und vielfältiges Interesse (auch an Drogenexperimenten) machten ihn zum so tiefsinnigen wie amüsanten, nicht selten skurrilen Gesprächspartner, Vorträger und Essayisten.
In den frühen 1980er Jahren war er Programm-Kurator im Szenelokal Korrekt in Moabit. Gleichzeitig schrieb er Konzertkritiken für das Berliner Stadtmagazin Tip und berichtete vor allem über Künstler und Konzerte in der damaligen Music Hall (in Steglitz), dem SO 36 (Kreuzberg), oder Exxzess (Charlottenburg). Und er hatte bis zum Ende der 1980er im selben Magazin eine 14-tägliche Kolumne mit dem Titel Inside.
In der zweiten Hälfte des Jahrzehnts tauchte er in unregelmäßigen Abständen im Offenen Kanal Berlin auf, um unter dem Pseudonym Paul Anker Persönlichkeiten der Zeit zu interviewen.
1989 realisierte er mit IA hat Geburtstag, einen Text, den er in der Galerie paranorm in Berlin-Charlottenburg als Kasperletheater aufführte, aber auch als kurzes Hörspiel realisierte. Schon in den frühen 1980ern war er Bastler und Künstler im Kreuzberger Fischbüro.
Kade Schacht hat es sich nie leicht gemacht. Als Aktivist in der Irren-Offensive unterstützte er die Internationale Antipsychiatrische Grundsatzerklärung. Für Menschenrechte – Gegen psychiatrische Unterdrückung und geriet in Konfrontation mit der Polizei...
1994 hielt er als studierter Theologe in der Akademie der Künste Berlin anlässlich des von Frieder Butzmann kuratierten Festivals Der Schlag einen Vortrag mit dem Titel Blitzeinfall bei Lukas – Blitz, Eingebung und Inspiration im Neuen Testament.
Seit Mitte der 1990er Jahre war er wegen seiner MS-Erkrankung mehr und mehr bettlägerig und erblindete zunehmend.
Karmische Tupferl ist der Titel einer Serie von Aquarellen, die Kade Schacht in den 1990er Jahren, gemalt hat. Kade Schacht verstand sich nie als Maler, aber ausgerechnet als seine Sehkraft durch seine Krankheit Multiple Sklerose immer mehr eingeschränkt wird, beginnt er zu malen.
Mit Thomas Kapielski verband ihn schon seit den 1980er Jahren bis zum Lebensende eine Freundschaft. Legendär wurde Schachts damals wenig beachtete Veranstaltung und Ausstellung Wallopper mit Sven-Åke Johansson (Schlagzeug) und Thomas Kapielski in der Denkmalschmiede Höfgen, Sachsen.
Ebenso nahm Schacht an der Künstlerverschickung nach Hoisdorf vom 3. bis 5. Juni 1983 Teil. (Organisation Peter Hilber, Thomas Kapielski) mit: Rolf-Peter Baacke, Fritz Balthaus, Ingrid Buschmann, Frieder Butzmann, Campingsex, Caspar, Werner Durand, Karl-Heinz Eckert, Antje Fels, Gerti Fietzek, Christoph Hahn (alias Kristof Hahn), Folke Hanfeld, Thomas Kiesel, Daniel Wandke, Nils Krüger& Die Tonkneter, Lucie, Fritz Rahmann, Nanaé Suzuki, Peter Tscherkassky u. v. a.
Zuvor, inzwischen verheiratet und Vater eines Sohnes geworden, hatte er versucht, durch eine Ausbildung zum Religionslehrer an Gymnasien sein Leben auf solidere Basis zu stellen. Sein äußerst unkonventioneller Unterrichtsstil und Zwist mir den Ausbilderinnen und Institutionen führten zum Abbruch.
Schachts letzte Brotarbeiten bestanden im Exzerpieren alter Brandenburgischer Kirchenbücher; er besaß die rare Fähigkeit, die sehr schwer und schlecht leserlichen Kirchenbucheinträge des 17. und 18. Jahrhunderts zu lesen.
Frieder Butzmann kündigte 2011 beim Festival für Aktionskunst BONE in Bern in Anspielung auf den Titel von Schachts Aquarellsammlung seinen Auftritt unter Karmische Tupferl – für KaDe Schacht und sechs weitere geniale Verstorbene an.

## Bücher
- Küsse Schüsse Kalte Füsse. Line Out Mix. Illustrationen von Ilja Heinig, Siegfried K. Jaik und Kade Schacht. K.-D. Schacht Verlag, Berlin 1992, ISBN 3-929568-00-4.
- Bei mir ist ja kein Rückenwind. Gespräch mit Kade Schacht. In: Th. Kapielski u. a.: Der Einzige und sein Offenbarungseid. Verlust der Mittel. Karin Kramer Verlag, Berlin 1994, ISBN 3-87956-211-3, S. 180 ff.

## Übersetzungen
- Gilles Deleuze, Félix Guattari: Rhizom. (= IMD. 67). Übersetzt von Dagmar Berger, Clemens-Carl Haerle, Helma Konyen, Alexander Krämer, Michael Nowak und Kade Schacht. Merve Verlag, Berlin 1977, ISBN 3-920986-83-0.
- Gilles Deleuze: Kleine Schriften. (= IMD. 95). Übersetzt von K.D. Schacht. Merve Verlag, Berlin 1980, ISBN 3-88396-015-2.
- Richard Foreman: Warum ich so gute Stücke schreibe. (= IMD. 109). Übersetzt von Margarete Ditterich und Kade Schacht. Merve Verlag, 1982, ISBN 3-88396-029-2.